# Effet Joule-Thomson
Pour les articles homonymes, voir Thomson.
En physique, l'effet Joule-Thomson, ou effet Joule-Kelvin, est la baisse de température d'un gaz quand il subit une détente adiabatique.
L'effet a été baptisé d'après les physiciens James Prescott Joule et William Thomson (Lord Kelvin). Ce dernier établit l'existence de cet effet en 1852 en poursuivant les travaux de Joule sur l'expansion de Joule, lors de laquelle un gaz subit une expansion à enthalpie constante.

## Description du phénomène
Dans un gaz, la relation liant la température, la pression et le volume est décrite par les lois des gaz, dont la plus connue est la loi des gaz parfaits. Lorsque le volume du gaz augmente (le gaz subit une expansion), les lois des gaz déterminent notamment l'évolution de sa température et de sa pression. En général, lorsqu'un gaz subit une expansion adiabatique, sa température peut soit augmenter, soit diminuer, en fonction des conditions de température et de pression initiales. Pour une pression donnée, un gaz possède une température d'inversion de Joule-Thomson, au-dessus de laquelle l'expansion occasionnera une augmentation de la température, et au-dessous de laquelle elle occasionnera une diminution de la température du gaz. Pour la plupart des gaz au voisinage de la pression atmosphérique, cette température d'inversion de Joule-Thomson est relativement élevée (nettement supérieure à la température ambiante), et le gaz peut donc être refroidi sous l'effet de l'expansion.
Lors d'une expansion, le rapport entre la variation de température ΔT et la variation de pression ΔP est appelé coefficient de Joule-Thomson μ :
{\displaystyle \mu ={\frac {\Delta T}{\Delta P}}}
La température d'inversion de Joule-Thomson est la température pour laquelle le coefficient μ change de signe.

## Mécanisme physique
L'effet Joule-Thomson est entièrement lié à la différence qui existe entre un gaz réel et un gaz idéal du point de vue des forces intermoléculaires, notamment l'attraction et la répulsion des forces de van der Waals.
Tandis qu'un gaz entre en expansion, la distance moyenne entre les molécules s'accroît. Du fait de l'attraction des forces intermoléculaires, l'expansion entraîne une augmentation de l'énergie potentielle des interactions microscopiques du gaz. Si l'on considère qu'il n'y a pas de travail extrait du processus et pas de chaleur transférée, la quantité totale d'énergie du gaz reste la même du fait de la conservation de l'énergie. L'augmentation d'énergie potentielle microscopique implique alors une diminution de l'énergie cinétique microscopique et de fait, de la température.
Un second mécanisme qui s'oppose à celui-ci entre en jeu. Lors des collisions des atomes ou des molécules au sein d'un gaz, l'énergie cinétique est temporairement transformée en énergie potentielle (c'est la répulsion des forces intermoléculaires). Or une diminution de la densité du gaz (lors de l'expansion) entraîne une diminution du nombre de collisions par unité de temps, donc une diminution de l'énergie potentielle, ce qui, du fait de la conservation de l'énergie, entraîne une augmentation de l'énergie cinétique et donc de la température.
Les trois seuls gaz pour lesquels le second mécanisme prédomine lors d'une détente adiabatique à pression atmosphérique sont le dihydrogène, le néon et l'hélium, dont les températures d'inversion de Joule-Thomson à pression atmosphérique sont d'environ 202 K (−71 °C), 260 K (−13 °C) et 40 K (−233 °C) respectivement.

## Applications
L'effet Joule-Thomson est utilisé dans le procédé Linde. C'est un procédé standard dans la pétrochimie, où le refroidissement occasionné lors de la détente est utilisé pour liquéfier un gaz (par exemple pour fabriquer de l'oxygène ou de l'azote liquide).